# Главный корпус Хельсинкского университета
Главный корпус Хельсинкского университета (фин. Helsingin yliopiston päärakennus) — центральное здание университетского комплекса Хельсинкского университета, которое расположено на западной стороне Сенатской площади в Хельсинки и является неотъемлемой частью её архитектурного ансамбля.

## История
Необходимость в новом строительстве возникла после того, как в 1827 году в Турку в ходе сильнейшего пожара сгорело здание старейшего высшего образовательного учреждения Финляндии — Императорской академии, образованной в 1640 году как Королевская академия Або. Новый корпус, возведенный по проекту немецкого архитектора Карла Энгеля, являющегося автором всех зданий на Сенатской площади, открыл двери студентам и преподавателям в 1832 году.
В 1937 году университетское здание было расширено до размеров целого квартала (архитектор И. С. Сирен).
В 1944 году, во время Второй мировой войны, большая часть старого университета была разрушена в результате советских воздушных бомбардировок, в том числе был почти полностью уничтожен Актовый зал университета вместе с расположенными там художественными ценностями. Зал был открыт в 1948 году. Реконструкция старой части здания университета была сделана в 1990 году к 350-летнему юбилею. Здание университетского института «Портания» было выполнено по проекту Эрвина Аарне (1910—1977). Со стороны главного фасада расположен монумент «Хельсинки» — эту скульптуру подарил Культурный фонд Финляндии к 350-летнему юбилею университета (1990).

## Архитектура
Здание построено в классическом стиле и внешним обликом во многом напоминает здание Сената, расположенное напротив, на восточной стороне площади. Такая симметрия только усиливает строгую торжественность площади, похожий прием был использован на Капитолийской площади в Риме, которую архитектор и взял за образец при проектировании.
Здание университета имеет множество других аналогий с греческой архитекторой: ионические колонны на фасаде были характерны для сооружений, связанных с наукой и искусством, на первом этаже они повторяли колонны Эрехтейона, а на втором — Парфенона на афинском Акрополе, вестибюль представляет собой двухэтажный открытый перистиль; актовый зал напоминает греческий театр.